# Raivavae

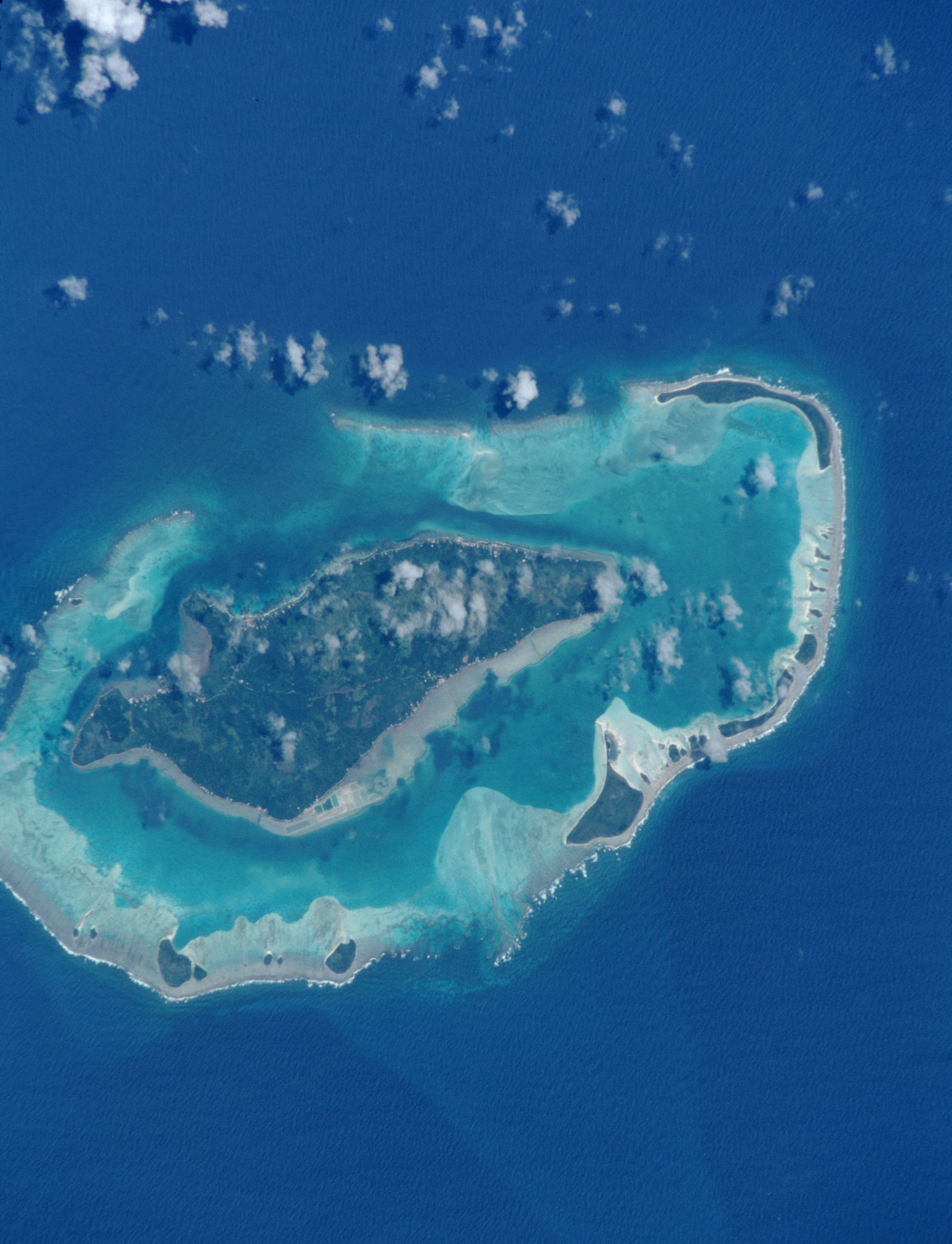
Raivavae

Raivavae (franska île Raivavae, tidigare Vavitu), är en ö i Franska Polynesien i Stilla havet.

## Geografi
Raivavae ligger i ögruppen Australöarna och ligger cirka 730 km söder om Tahiti.
Ön har en area om cirka 16 km² och har ungefär 1 000 invånare, huvudorten heter Rairua med cirka 400 invånare.
Högsta höjden är den utslocknade vulkanen Mont Hiro med cirka 435 m ö.h. och ön omges av ett rev med ytterligare en rad motus (småöar) bland annat Motu Mano, Motu Vaiamanu och Motu Haaamu i lagunen innanför.

## Historia
Raivavae beboddes troligen av polynesier redan på 900-talet. Ön blev känd för européer genom den spanske sjöfararen Thomas Gayangoes 1775.
1880 blev området ett franskt protektorat.
1903 införlivades ön tillsammans med övriga öar inom Franska Polynesien i det nyskapade Établissements Français de l'Océanie (Franska Oceanien).
Fram till 1991 stod Raivavae för nästan hälften av kaffeproduktionen i Franska Polynesien.